# Grand Tour

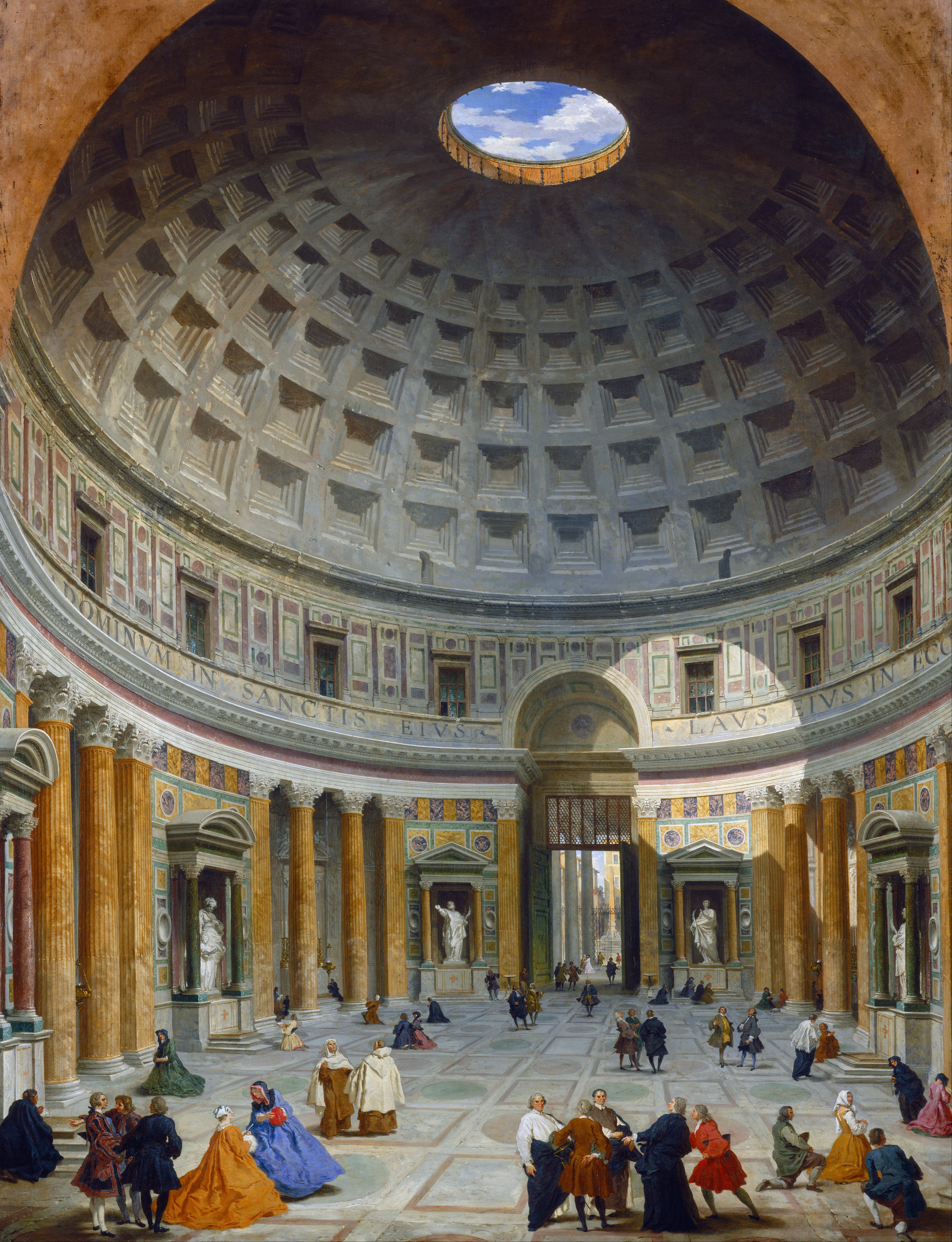
Interior do Panteão de Roma, durante o século XVIII, pintado por Giovanni Paolo Panini.

Grand Tour era uma tradicional viagem pela Europa, feita principalmente por jovens de classe-média alta. Trata-se da origem histórica do turismo contemporâneo, principalmente da maneira como ele é entendido no Ocidente.
O costume floresceu desde cerca de 1600 até o surgimento do tráfego ferroviário em grande escala, na década de 1840, e costumava estar sempre associado a um determinado itinerário. A tradição ainda continuou depois que as viagens por trem e navio a vapor facilitaram os deslocamentos, e jovens dos países americanos e de outros locais do mundo também a realizaram.

## Descrição
A Grand Tour servia como um rito de passagem educacional. Associado inicialmente com a Grã-Bretanha, especialmente com a gentry e a nobreza britânica, posteriormente viagens semelhantes também seriam feitas por jovens endinheirados de nações do Norte da Europa e do restante do Continente.
Com o tempo, o apelo da Grand Tour tornou-se grande a ponto de ser praticada pelos filhos das mais ricas famílias das colônias dos países Europeus. Dois bons exemplos disso são Simon Bolívar, que segundo consta teve a ideia de liderar o movimento pela independência das colônias da Espanha enquanto viajava pela Itália com seu tutor, e José de San Martin, que viajou por boa parte da Europa após terminar seus estudos e chegou a instalar-se por um tempo em Roma, um destino fundamental da Grand Tour.
O jornal americano The New York Times descreveu assim a Grand Tour:

Há trezentos anos, ingleses jovens e ricos começaram a realizar uma viagem pós-Oxbridge através da França e da Itália, em busca de arte, cultura, e das raízes da civilização ocidental. Com fundos quase ilimitados, ligações aristocráticas e meses (ou anos) disponíveis, eles comissionavam pinturas, aperfeiçoavam seus dotes linguísticos e se misturavam com a nobreza local.
O valor primário da Grand Tour, acreditava-se, estava na exposição tanto ao legado cultural da Antiguidade Clássica e do Renascimento, quanto à sociedade aristocrática e chique do continente europeu. Além disso, era a única oportunidade existente de se ver certas obras de arte, e, possivelmente, a única chance de se ouvir certas peças musicais. Um grand tour podia durar de alguns meses até alguns anos. Era comumente realizada em companhia de algum guia conhecedor, ou de um tutor. A Grand Tour teve mais do que uma importância cultural superficial; nas palavras do historiador inglês E.P. Thompson, "o controle da classe dominante, no século XVII, localizava-se antes de tudo numa hegemonia cultural, e, somente depois, numa expressão de poder econômico ou físico (militar)".